# Максимів Іван Михайлович
Іван Михайлович Максимів (нар. 4 липня 1959, смт Козова Тернопільської області, Україна) — український видавець, громадсько-політичний діяч, меценат. Академік Академії соціального управління (2007).

## Відзнаки
- Ордени
  - князя К. Острозького (2009),
  - українського козацтва «Віра» 4-го ступеня (2009).
- Диплом Міжнародного Тернопільського книжкового форуму «За кращу книгу року» (2005).
- Премія імені братів Богдана і Левка Лепких (2014)[1].
- Інші галузеві нагороди.

## Життєпис
Закінчив Львівський поліграфічний інститут (1985, нині Українська академія друкарства).
Від 1985 — інженер-технолог Козівської районної друкарні, 1990 — головний інженер Тернопільської обласної друкарні.
Від 2000 — директор ТзОВ «Терно-граф».
Під керівництвом Івана Максиміва видавництво започаткувало серії видань «Світова духівниця українства», «Еліта української нації», «Джерела духовного життя», «Коріння української нації» та інші.